# 暮らしとパソコン
暮らしとパソコンは、ソフトバンククリエイティブから出版されていた月刊のパソコン雑誌。2001年6月号から2006年1月号まで5年半発行された。主にシニアのパソコン初心者向けの内容で構成されていたが、2005年5月号より全年齢に購読してもらうために新装された。